# 李志刚 (外交官)
李志刚（？—），男，中华人民共和国外交官，现任中华人民共和国驻塞内加尔共和国特命全权大使。

## 生平
李志刚毕业于武汉大学英语专业。1995年，进入中华人民共和国外交部工作，先后在驻纳米比亚大使馆、外交部干部司、外交部办公厅和国务院办公厅任职。后任外交部非洲司正司级参赞。2021年，任驻南非大使馆公使兼首席馆员。2025年4月，出任中华人民共和国驻塞内加尔大使。